# NGC 5500
NGC 5500 (również PGC 50588 lub UGC 9070) – galaktyka eliptyczna (E), znajdująca się w gwiazdozbiorze Wolarza. Odkrył ją William Herschel 12 maja 1787 roku.